# 羅伊蒂根
羅伊蒂根是瑞士的城鎮，位於該國中西部，由伯恩州負責管轄，面積11.28平方公里，四成半土地是農業用地，海拔高度622米，2011年人口962，人口密度每平方公里85人。